# Todos somos hijos
Todos somos hijos es un documental uruguayo de 2015, dirigido por Carlos Conti y Esteban Barja, sobre la historia personal de Valentín Enseñat y la búsqueda de su padre, Miguel Ángel Río Casas, desaparecido en 1977 durante la dictadura cívico-militar en el país (1973-1985). Se estrenó el 12 de abril de 2016, en la Sala Zitarrosa de Montevideo.